# Bastió de sa Font
El Bastió de sa Font és un antic bastió de Ciutadella, llistat com a Bé d'Interés Cultural. En perdre la seva funció militar el 1869 va servir entre d'altres com dipòsit d'aigua i com a fàbrica de gas. Després d'una restauració profunda, de 1995 a 2018, durant vint-i-tres anys va ser la seu del Museu Municipal. Continua funcionant com a magatzem i espai per a investigadors.

## Edifici
El 1287 Menorca és conquerida per Alfons III el Lliberal, que incorpora l'illa a la corona d'Aragó. En aquest moment es comencen a construir les muralles medievals que envoltaven Ciutadella a imitació de les de Perpinyà. Es construeixen cinc bastions per protegir les cinc portes que s'obrien en les muralles donant pas a l'interior d'elles. Una d'aquestes es denominava portal de sa Font, on hi trobam el bastió.
Amb l'atac dels turcs de 1558, les muralles són destruïdes, però no se'n du a terme la reconstrucció fins ben entrat el segle xvii, a causa de la crisi patida per la ciutat arran d'aquest esdeveniment. Entre 1677 i 1692 es construeix l'actual bastió de sa Font, amb finalitat militar. I s'hi emmagatzema el blat, procedent dels ingressos del delme. La seva fisonomia exterior massissa sense gairebé cap obertura respon a aquesta funció militar.
El 1869, una vegada perduda la funció defensiva, el bastió passa a mans de la Hisenda Pública. El 1881 se subhasten els lots de les muralles, i l'Ajuntament compra el bastió per es demoleix la resta del pany de les muralles que rodejaven la ciutat el 1889.
El 1902, als magatzems del bastió, s'inaugura una fàbrica de gas per a la il·luminació pública i privada de la ciutat per iniciativa de la Compañía general de alumbrado por acetileno de Barcelona. El bastió en el seu origen també tenia funció d'aljub, amb una capacitat de 250.000 litres d'aigua i es proveïa amb l'aigua de la pluja. Aprofitant aquestes característiques, el 1925 s'inauguren les canalitzacions que des del bastió subministraran aigua a la ciutat, i s'obre la primera font pública de Ciutadella.
Amb l'entrada en servei dels pous de l'aigua des Caragolí, aquests elements que van debilitant l'estructura de la fortificació perden funcionalitat. Amb la restauració del bastió per ubicar-hi el Museu Municipal, aquests elements es van eliminar.